# オオカナダモ
オオカナダモ（大カナダ藻、学名：Egeria densa）はトチカガミ科の沈水植物の一つである。「アナカリス」とも呼ばれる。
日本原産のクロモに似て、二回りほど大きい。長いものは全長1mを超え、茎の上部では分枝する。葉は三輪生から六輪生くらいで、葉身は大きいもので長さ15 - 40mm、幅2.0 - 4.5mm程度、ごく細かい鋸葉がある。5月から11月ごろには水上に白い花を咲かせ、三弁の丸い花弁を持ち、よく目立つ。
雌雄異株であるが、日本では雄株のみが生育している。

## 生態
南アメリカの亜熱帯から温帯地域（ブラジルのミナスジェライス州、ウルグアイ、アルゼンチン）原産で、生物の実験材料として日本に持ち込まれたものが広く繁殖した。1940年代に山口県で野生化の記録があり、1970年代に琵琶湖での大繁茂が問題視されるようになった。低温や水質汚濁などの悪条件にも耐え、増えやすい。国内では、本州、四国、九州、八丈島（伊豆諸島）に定着し、北海道を除く全国で、広く見られ（東北地方では青森県上北郡以南の温排水のある一部で分布する）、特に川や湖で群生して繁殖している。その後に持ち込まれて定着したコカナダモと共に止水域や流れの緩やかな流水で繁殖し、そのために似た環境で生育していた在来種であるクロモはほとんど見られなくなった。水中で異常に繁殖し、航行の邪魔になるなどの問題点がある。佐賀県は県条例に基づき本種を移入規制種に指定した。外来種であり、水中の生態系に及ぼす影響も大きくなっている。

## 利用

### 実験
最も細胞の観察がしやすい素材の一つである。水草は陸上植物とは異なり、葉が薄く、そのままスライドガラスに乗せるだけで、細胞や葉緑体を観察できる。しかもオオカナダモは、細胞が大きいので、観察がさらにしやすい。また、その時観察できる原形質流動も有名で、光学顕微鏡を使えば流動の様子を容易に見ることができる。そのため、しばしば中学・高校の理科の実験で利用される。光合成の実験にも使用される事があり、これにはオオカナダモの丈夫さが役立っていると考えられる。

### アクアリウム
アクアリウムにおいても利用され、「アナカリス」の名で売られている。いわゆる金魚藻のひとつである。安価で入手しやすく、悪環境でも成長するという特徴により、容易に栽培できる。池や湖沼などから採取してきたものは、予期せぬ寄生虫や雑菌が混入することがあるため、殺菌してから水槽に入れることが望ましい。また、繁殖力が強いため、すぐに長く伸びてしまう。こうなると、水槽の景観が乱れがちになることは無論、水槽上部からの光を遮るため、他の水草と比べて頻繁なトリミングが要される。光量不足やCO₂の添加などを気にする必要はない。その上、丈夫であり水に浮かせておくだけでも枯れることはない。